# Tolypothrix
Tolypothrix ist eine Gattung aus dem Stamm der Cyanobakterien (Blaualgen).

## Beschreibung
Tolypothrix bildet unecht verzweigte, blaugrüne bis braune, einzellreihige Fäden mit einem Durchmesser von 6 bis 20 µm. Ihre zylindrischen Zellen enthalten, wie alle Bakterienzellen, weder Zellkerne noch Plastiden. Jeder Faden sitzt in einer eigenen Gallertscheide. Ein unechter Seitenzweig entsteht durch Fragmentation eines Fadens an einer vorgeformten Stelle, an der eine einzelne Zelle abstirbt. Auf diese Weise entstehen zwei separate Fäden, die durch die Gallertscheide verbunden bleiben. Einer der Fäden bricht aus der Gallertscheide hervor, der andere Faden differenziert an der so entstehenden Verzweigungsstelle eine oder mehrere farblose, dickwandige Zellen, die sogenannten Heterozysten. Sie dienen der biologischen Stickstofffixierung. Das Wachstum erfolgt durch Zellteilung innerhalb des Fadens.

## Fortpflanzung
Die ungeschlechtliche Vermehrung erfolgt durch Hormogonien, also durch zur Kriechbewegung fähige Fadenfragmente. Ebenso ist Fadenfragmentation möglich.
Geschlechtliche Fortpflanzung fehlt bei allen Cyanobakterien.

## Verbreitung
Tolypothrix lebt auf Wasserpflanzen und auf Steinen am Grund stehender und fließender Gewässer. Einige Arten überleben gelegentliches Trockenfallen ihres Gewässers.

## Arten (Auswahl)
- Tolypothrix distorta
- Tolypothrix lanata
- Tolypothrix penicillata
- Tolypothrix tenius
- Tolypothrix willei